# Villers-Saint-Barthélemy
Villers-Saint-Barthélemy é uma comuna francesa na região administrativa de Altos da França, no departamento de Oise. Estende-se por uma área de 9,9 km². Em 2010 a comuna tinha 490 habitantes (densidade: 49,5 hab./km²).